# Серкамон

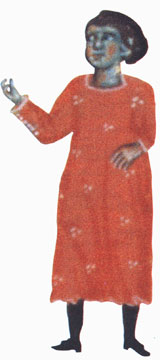
Серкамон — ілюстрація з фондів Національної бібліотеки Франції, MS cod. fr. 12473, 13. століття

Серкамо́н (окс. Cercamon) — провансальський трубадур, роки творчості 1135–1145.

## Біографія
Справжнє ім'я одного з найбільш ранніх трубадурів, а також реальні факти з його життя невідомі. Прізвище чи радше прізвисько його означає «Той, хто шукає світ» (точніше «Мандрівець по світу»). Очевидно, народився в Гасконі і провів більшу частину життя як жонглер при дворах Гійома X Аквітанського й, можливо, Ебле III Вентадорнського. Йому приписується винахід таких форм жанру поезії трубадурів як planh (плач), tenso (тенсона), і, можливо, sirventes (сірвента). Деякі середньовічні автори називали його учнем Маркабрюна. До нашого часу дійшло 7 (за іншими даними 8) його творів та жодної мелодії до них. Пастурелі, що принесли Серкамонові найбільшу славу серед сучасників, не збереглися.